# 灰泥
灰泥（英語：Plaster）是由粘合劑、骨料和水製成的建築材料。灰泥初始一般是膏狀或粉末狀，加水攪拌後用工具濕塗，乾燥後一段時間會硬化成非常緻密的固體。它被用作壁面、天花板和外牆的裝飾性/機能性塗料，以及作為建築中的雕塑和藝術作品材料。灰泥亦可使用在其他建築材料上，如金屬、鋼板網、混凝土、磚塊和土坯等，作為裝飾和結構用途。
在英文翻譯的時候，stucco/ plaster 都翻譯成 “ 灰泥 ” ； 在英文中，stucco/ render  等往往指建築物外部的塗層，“ plaster ”往往指內部塗層；實際上，這些塗層材料本身幾乎沒有差異，是同樣的東西。在其他歐洲國家，尤其是意大利，基本上是沒有區別的；stucco 在意大利文中的意思就是 plaster，兩者都是意指灰泥這種塗料。

## 組成
中文裡面常搞不清楚灰泥跟水泥的差別。水泥是灰泥的一種，但不是所有的灰泥都是水泥成份。
最早的灰泥含有石灰而不是水泥，由於石灰成分很容易在自然界中找到，因此它是最古老的天然壁面類型之一，可以追溯到古希臘。人們認為西班牙人將灰泥引入了墨西哥和美國西南部，通過將石灰混合物塗抹在金屬、石頭、木質框架上來製造堅硬的壁面。
Stucco、plaster 和 mortar (砂漿) 在原文中的差異，更多是基於用途而非成分。自人類最早使用灰泥開始，一直到 19 世紀下半，建築室內使用的灰泥，和建築室外使用的灰泥，通常都是由相同的材料組成：石灰、骨料和水（也用於砂漿）。通常會添加動物或植物纖維以增加強度。在文藝復興時期，一些藝術家會使用灰泥作為建築雕塑的創作素材，當時使用的灰泥成分，除了石灰、骨料和水之外，還會添加石膏，以提供灰泥在各種造型需求上高度的可塑性。到了 19 世紀後期，當時的人們認為波特蘭水泥能夠增加灰泥的耐久性，加上數個知名建築大師的採用，人們紛紛起而效尤，波特蘭水泥在灰泥中漸漸取代石灰成份的頻率越來越高。
傳統灰泥由石灰、骨料和水製成。現代灰泥 (其實講的是水泥) 則由波特蘭水泥、沙子和水製成。水泥增加了灰泥的可加工性，提供了更長的乾燥時間，讓建商有更大施工上的自由度。然而，如能夠掌控施作環境的乾燥條件，土壤地基穩定度也維持在良好的水平，仍舊是施作石灰灰泥的理想條件。
傳統灰泥一般是分三層施作，第一層底漆創造粗糙的表面，提供第二層面土 (石灰砂漿) 能夠更牢固地附著；石灰砂漿具有良好的保水性，保水性是指砂漿保持水分的能力。保水性良好，可以避免使用過程中出現泌水，流漿，使砂漿與基底黏結更牢靠，且減少因失水影響，導致砂漿正常黏結時，發生硬化的情況，這使得砂漿的強度得到更多提升。此外，石灰砂漿裡的石灰成份，也能夠提供良好的黏結效果。第二層面土在半乾時，可以手工輔以工具，創造出各種紋路肌理，作為最終表面視覺效果的基礎。
現代灰泥有時會添加丙烯酸樹脂和玻璃纖維等添加劑，以改善灰泥的結構性能。這通常是通過被認為是單塗層灰泥系統完成的，而不是傳統的三塗層方法。

## 傳統灰泥

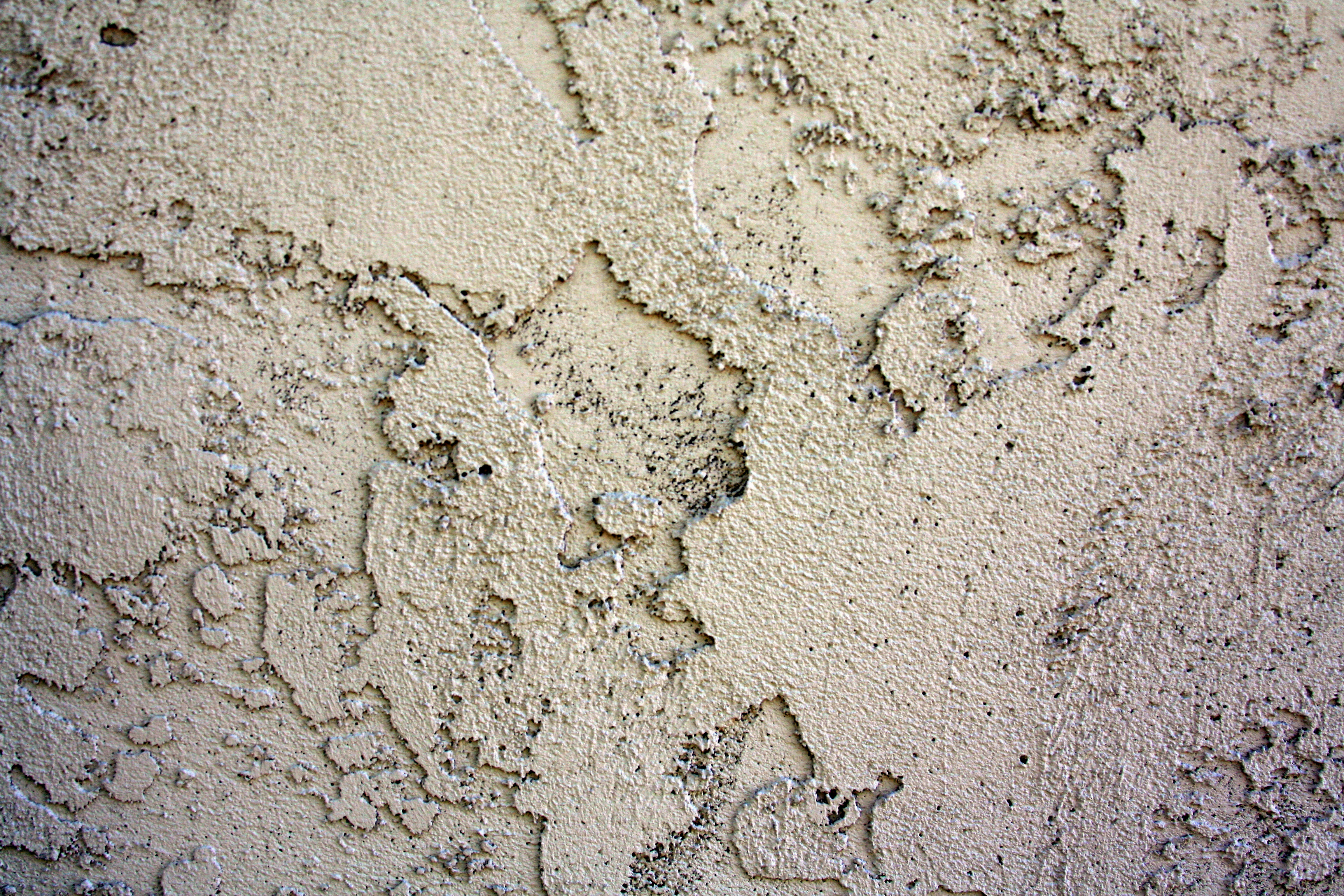
灰泥用作住宅建築的外部塗層。

傳統灰泥 (一般指石灰灰泥) 有很長時間的使用歷史，是人類已知最古老的建築材料之一。使用石灰、各種天然礦物 (骨料)混合水來使用，這一配方被工匠們傳承至今，仍保持不變。早在公元前 100 年，羅馬時代的建築師 Vitruvius，在其著作中建築十書 (De Architectura) 中，詳述了操作灰泥塗料的七個步驟，在後來千年的演變下，才逐漸從七道的程序縮減為三道。書中亦提到「古埃及人」、「古希臘人」和「伊特魯里亞人」等其他文化，使用灰泥裝飾牆壁，至今在歷史遺蹟中仍能看到。「古埃及人」認識到灰泥 (傳統灰泥) 塗料的「防黴性」和「耐久性」，經常用這種塗料來裝飾法老陵墓的牆壁。
由於傳統灰泥保留了古代灰泥的核心作法與精神，因此在歐美建築業界，又叫做古法灰泥。跟現代灰泥相比，因為材料組成與工法的不同，完成的飾面幾乎是不一樣的質感與效果，因此兩者難以因為同樣稱做「灰泥」，而視為是相同的東西。
作為建築材料，傳統灰泥是一種耐用、美觀且對於氣候適應力強的壁面塗料。傳統上用於室內和室外的壁面，可直接施作在堅固的磚塊或石頭表面上，一層或兩層薄塗。整體顏色調色至面漆當中，完成面通常具有明顯紋理的外觀表現。

### 威尼斯灰泥 (Marmorino)

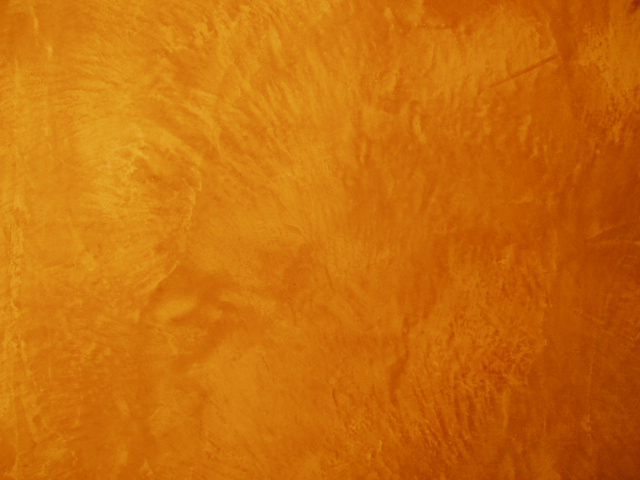
威尼斯灰泥

在羅馬帝國時期，所使用的灰泥塗料叫做威尼斯灰泥(Marmorino)，是由石灰所製成的泥漿，加入各種不同成分的天然礦物，例如：卡拉拉大理石粉 (Marmorino Carrara)、雲母、珍珠粉等。當威尼斯灰泥（Marmorino）應用於牆壁，並暴露在空氣中接觸二氧化碳時，會逐漸還原回「石灰石」。是一種從石灰石開始，以石灰石面貌結束的天然塗料。這與我們祖先在古希臘和埃及使用的東西一樣，在物理和美學上都經過了時間的考驗。
傳統灰泥中的威尼斯灰泥(Marmorino)具有調節濕氣的功效，作為牆體最外層表面，能夠將濕氣傳導到室外，並讓牆體保持透氣與結構的穩定性，承受濕度的能力長達百年。這樣的技術在羅馬帝國末期消失中斷，直到中世紀才重新出現。可能是源於東羅馬帝國的影響，威尼斯灰泥在中世紀主要僅出現在義大利東北部的威尼托地區，並作為「壁畫創作的第一道底材」的型式出現。 義大利許多公共和私人建築物，都有的大理石或其他石造牆面，多是由巨大厚重的平板和砌塊豎立所打造出來的，並持續被使用千年之久。然而，在威尼斯，任何建築物的牆壁都不可能完全使用大理石或其他石造牆面。這座建立在水上的城市，建築師只能在必要時才使用石材，來讓地基去承載其重量，其餘部分則必須盡可能輕量化。所以多年來，威尼斯建築師從古老的傳統中，找到威尼斯灰泥（Marmorino ）來做為牆面最終解決方案，使得水上之都，擁有跟其他歐洲大陸其他城市一樣，歷久不衰的優雅。

### 石灰洗 (Limepaint)
傳統灰泥的另一個分支是石灰洗 (Limepaint)，是一種使用石灰泥漿混合一定比例的水做成的古法塗料。Limepaint 可以直接塗抹，或者調色後使用。因為 Limepaint 的塗抹方式很像是對壁面進行洗刷的動作，因此又叫作Limewash（隱含了其獨特的施作方式，比起單純用材料命名，更將這種石灰泥漿必需結合特殊施作方式的必要性，做了完整的銓釋）。LimePaint這種石灰泥漿（又叫火山石灰泥）是用「萊姆石」以上千度的高溫所燒煉出來的鹼性礦物質，所以具有防黴與抗菌的功效。直到19世紀，歐洲的農夫們仍會定期在農舍牆上塗刷用LimePaint同樣成份稀釋過的灰泥水，以防止牲口的排瀉物滋生細菌，就是這個原因。
上至古羅馬，下至近代歐洲文藝復興時期的濕壁畫，也是使用這種灰泥水做為原材料，混合各種天然色粉，層層堆疊來著色，需要數十道反覆的塗刷，並確認基底吸收色料的情況，直到做出讓人滿意的整體色彩飽合度為止。

### 雕塑和建築用途

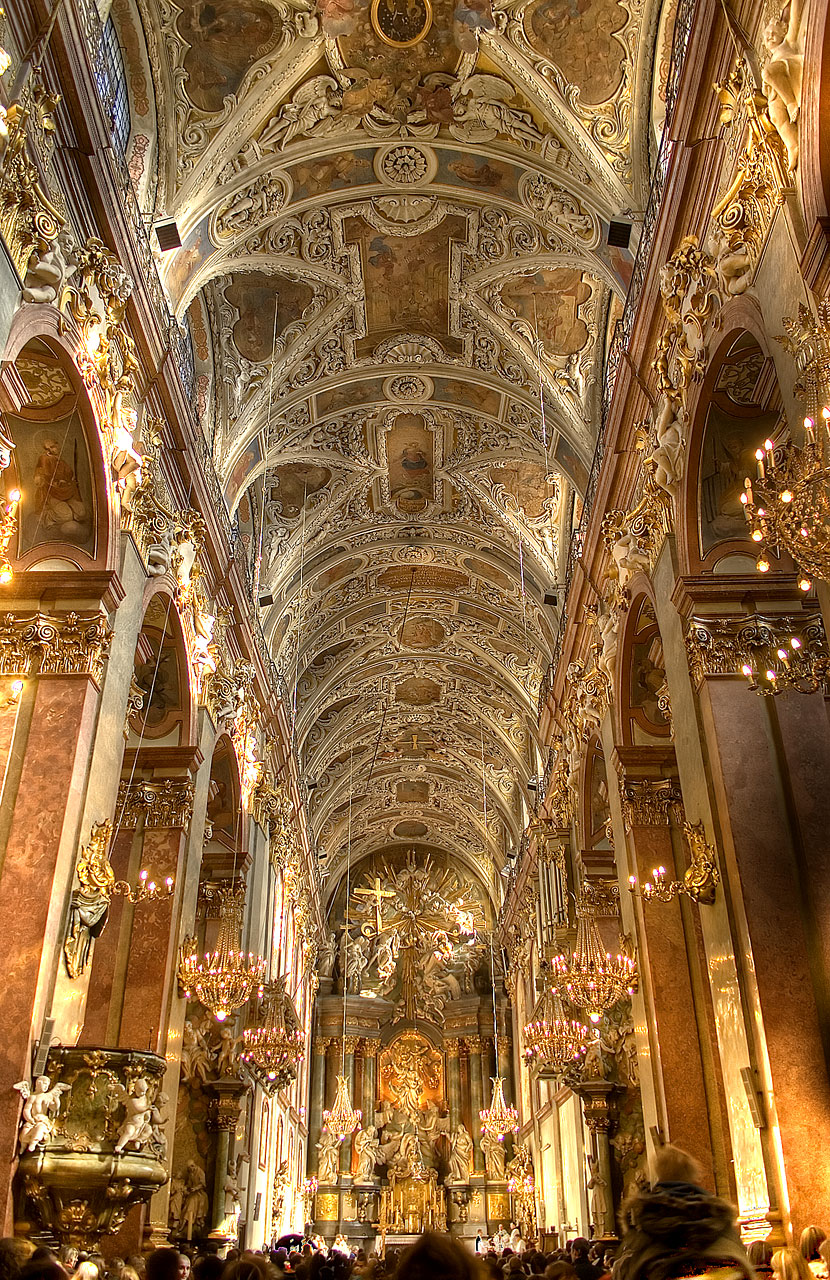
Jasna Góra 修道院大教堂主殿的巴洛克式灰泥裝飾，1693-1695

傳統灰泥也經常被用作雕塑和藝術的材料。許多古文明的建築，就是使用灰泥浮雕作為裝飾方案。埃及、米諾斯、伊特魯里亞都有使用灰泥浮雕的案例，像是埃及金字體內部的浮雕裝飾，就是使用傳統灰泥作為材料。在美索不達米雅藝術和波斯藝術中，存在著廣泛象徵性和裝飾性的，在空間內部使用灰泥浮雕的傳統。這種傳統一直延續到伊斯蘭藝術，例如在阿拔斯王朝的薩馬拉，現在使用的幾何和植物裝飾。隨著藤蔓花紋完全成熟，雕刻灰泥仍然是裝飾和書法銘文的常見媒介。印度建築也在建築環境中使用灰泥作為雕塑材料，但主要集中在大城市，農村很少見。
在古羅馬時代，共和國晚期到帝國早期的藝術中，灰泥被廣泛用於裝飾拱頂。儘管在大多數情況下大理石是首選的雕塑材料，但灰泥更適合用於拱頂，因為它更輕且更適應天花板的曲率。 巴洛克和洛可可式建築大量使用灰泥。例子可以在教堂和宮殿中找到，其中灰泥主要用於提供從牆壁到天花板一個平滑的裝飾性過渡，讓天花板表面擁有足夠的裝飾性。
現代阿富汗和巴基斯坦北部的希臘佛教藝術，在修道院和寺廟中廣泛使用灰泥來製作3D紀念性雕塑和浮雕。這些通常是從框架上的粗略模型中雕刻出來的，然後上漆。類似的技術被用於裝飾現代南亞印度教寺廟真人大小的雕像。
由於灰泥可用於裝飾和具象表現，它提供了從建築細節到壁畫的理想過渡鏈接，例如典型的巴洛克Trompe-l'œil天花板，如Wessobrunner School的作品。在這裡，教堂的實體建築在視覺上延伸為天堂般的建築，中心描繪了基督、聖母瑪利亞或最後的審判。灰泥用於形成實體建築的可塑性延伸，並融入彩繪建築。
由於其“貴族”的外觀，巴洛克風格的灰泥裝飾在19世紀和20世紀初的上層公寓中經常使用。

### 歷史上的衰亡與再興
石灰為人類最早使用的建築材料之一，根據考古學家的發現，早在西元前8000年，在加傑努(土耳其)，就有人們把石灰和沙子混合在一起搭建曬台的歷史紀載。遠在古羅馬時代，就開始使用石灰等天然素材，作為傳統灰泥塗料的基底，屬於歐洲傳統建材。使用當地所盛產的石灰岩礦，摻入大理石粉等天然礦物，應用於建築設計與藝術創作中。古羅馬的萬神殿、古埃及金字塔內部的雕塑，都是用傳統灰泥製作而成。近代的文藝復興時期，藝術家米開朗基羅的雕塑作品聖殤，就是用傳統灰泥作為素材雕塑出來的作品之一。
歐洲許多地方的浴廁，很長一段時間都是使用傳統灰泥作為建材塗料，直到二十世紀初開始，適逢二戰，許多傳承傳統灰泥技藝的工匠在戰爭中大量死亡消失，戰後也讓歐洲許多人口經濟財產歸零，加上磁磚因為工業化大量生產，成本較為低廉，開始逐漸取代傳統灰泥。另外傳統灰泥從 1920 年代開始，尤其是在新文藝復興和新巴洛克風格對建築的物化當中，在一些國家的現代建築師中變得越來越不受歡迎，不僅導致沒有傳統灰泥的新建築出現，而且還引發了廣泛移除傳統灰泥的運動 Destuccoing。
這段期間，改採用新式材料，諸如波特蘭水泥、丙烯酸樹脂和玻璃纖維等添加劑的現代灰泥，提供了當代設計師們更符合對「建築物應該要消除背離本質核心的過多裝飾」需求，加上包浩斯運動在當時大膽提出的建築方案：「簡單的立方體外觀，利用鋼筋與混凝土結構建成，每個空間都有明確不可取代的功能」具新即物主義的組成與荷蘭風格派運動的特色，有著「冷，極簡，機械」的意象，引領了當時的建築風潮。因此大量出現在新建築與舊建築修復的材料清單當中，甚至歐洲許多本來許多大量使用傳統灰泥的城市鄉鎮，在這時期紛紛被改頭換貌，除去傳統灰泥的飾面，改採用現代灰泥來重新粉刷建築表面。傳統灰泥就此式微了好長一段時間。

#### Carlo Scarpa (1906-1978)

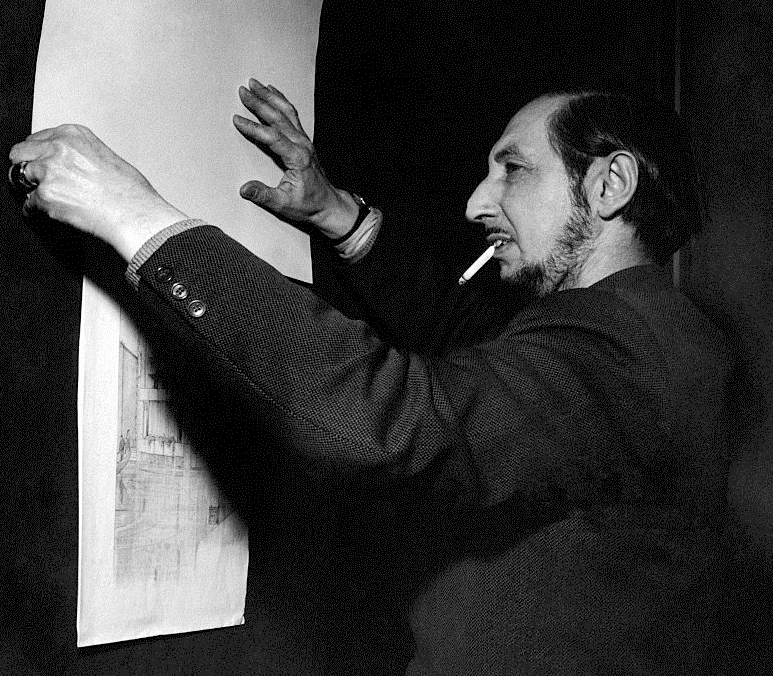
卡羅·斯卡帕，1954年攝於威尼斯

直到1949年代開始，義大利著名建築師卡羅·斯卡帕 (Carlo Scarpa)開始在作品中重新大量使用傳統灰泥，設計了很多有名的建築作品，像是：
- 奧里維第（Negozio Olivetti）展示店（1957–1958，義大利威尼斯）
- 奎利尼·斯坦帕里亞基金會（Fondazione Querini Stampalia，1961-1963，義大利威尼斯）
- 布里昂家族墓園（Tomba Brion，1974-1978，義大利聖維托），是斯卡帕著名的晚期作品，圓形門洞採用了傳統中國園林的設計手法，還在圍牆轉角處設計了一個鏤空圖案，類似中國的"雙喜"圖案。
- 維洛那大眾銀行（Banca Popolare di Verona），1973-1982，義大利維洛那，逝世後完成

前衛哲學的建築風格，結合傳統灰泥在材質肌理上的表現性，讓世人重新看到這種石灰基塗料在建築上承先啟後的嶄新可能性。

#### Axel Vervoordt (1947至今)
現代則有比利時設計師Axel Vervoordt (阿克塞爾·維沃特)，在過去的五十年裡藉著極簡主義美學和視覺浪漫主義為基礎，大量使用傳統灰泥中的石灰洗在一些知名的建築設計作品當中而聲名大噪。受到東方哲學與日本 Wabi-sabi (侘寂) 美學影響，其作品中，保留了老舊事物顯露出來的，一種充滿歲月感的視覺效果，即使外表斑駁、褪色暗淡都無法阻擋時間所創造出這種震撼人心的美，與其說這是一種裝飾風格，不如說是一種心境創造出來的氛圍，也是 Axel Vervoordt 所追求的空間。其代表作品：
- 紐約曼哈頓 The Greenwich Hotel (格林威治酒店) 的 The TriBeCa Penthouse (翠貝卡頂層公寓)，為Axel Vervoordt和日本建築師Tatsuro Miki共同設計。靈感來自 Tribeca 區的工業歷史，並融合了日本古老的 Wabi-Sabi 美學。空間中的材料都是經過精心挑選和深思熟慮地，例如大自然的石頭、鋼鐵、再生木頭、傳統灰泥 (石灰基底) 等。
- Axel Vervoordt CastleAxel Vervoordt 的城堡建於12世纪，翻修後的房間反映了不同時期和流派的風格，但彼此之間又存在連貫性，氛圍和諧統一。每個房間都有自己的特質、功能和獨特的個性。城堡一樓的牆面都是使用傳統石灰灰泥塗料，其餘材質都是自然的材質，他希望這個空間是最親近大地的。
- Purs Hotel，Andernach, Germany Purs Hotel 位於安德納赫鎮，坐落在萊茵河畔。飯店是一棟17世纪的總理府建築，擁有11間客房。飯店業主 Rolf Doetsch 邀請 Axel Vervoordt 為飯店提供適合的家俱。Vervoordt  將不完美的歷史物件結合，使用百年老磁磚搭配白色亞麻沙發和日本抽象派的畫作結合。大廳使用了法國古董藥房櫃當前台。每間客房都是獨一無二的。其中一間擁有鮮豔的紅色牆面搭配灰泥塗料天花，而其他客房則擁有山形屋頂。時尚的電器設備搭配大理石衛浴讓空間添加現代感。
- Kanye West & Kim Kardashian House

Kanye West & Kim Kardashian 加州的房子是由建築師 Claudio Silvestrin 規劃，涵蓋主臥室的衛浴，而 Vincent Van Duysen 協助規劃客廳與兒童房的家具。其餘都是由Axel Vervoordt 規劃, 因此 Kanye West 形容這個房子是 “90 percent Axel”。
Carlo Scarpa和Axel Vervoordt幾位近代知名大師，對傳統灰泥結合現代潮流建築文化與精神的應用，讓傳統灰泥擺脫過去刻板的使用方式與印象，既延續了現代建築結構的精簡洗鍊與極簡時尚，卻又在材質上呈現出現代化工材料所無法表現出來的，天然有機礦物材料所帶來的豐富層次感與視覺深度。這無疑帶動了歐美設計師一波重新採用傳統灰泥在現代化建築的裝飾與應用風潮，這一股風潮近幾年還席捲了全世界頂級豪宅建築市場。
另外，隨著現代灰泥廣泛被使用一段時間之後，人們漸漸發現其耐用性遠不及傳統灰泥。以添加波特蘭水泥的現代灰泥為例，其性質堅硬易碎，如果應用的基礎不穩定，或受到外力衝擊，則很容易開裂。透過比較，反而發現傳統灰泥在基底材穩固的情況下，可以使用很長的時間。許多古代留至今的古蹟建築，像是埃及金字塔、古羅馬萬神殿等，都是因為使用傳統灰泥，而能夠將當時建築的風貌完整保留至今。許多地方也開始意識到這種以石灰為基底的傳統灰泥耐用性，發現許多古蹟都是使用傳統灰泥做壁面裝飾，因此像是台灣的台南地區，古蹟修復就規定必須使用關子嶺的石灰作為修復材料。